# Politik i Hebei

Hebeis läge i Kina.

Den politiska makten i Hebei utövas officiellt provinsen Hebeis folkregering, som leds av den regionala folkkongressen och guvernören i provinsen. Dessutom finns det en regional politiskt rådgivande konferens, som motsvarar Kinesiska folkets politiskt rådgivande konferens och främst har ceremoniella funktioner. Sedan 2017 är provinsens guvernör Xu Qin.
I praktiken utövar dock den regionala avdelningen av Kinas kommunistiska parti den avgörande makten i Hebei och partisekreteraren i regionen har högre rang i partihierarkin än guvernören. Sedan 2015 heter partisekreteraren Zhao Kezhi.

## Lista över Hebeis guvernörer
1. Yang Xiufeng (杨秀峰): 1949 – 1952
2. Lin Tie (林铁): 1952 – 1958
3. Liu Zihou (刘子厚): 1958 – 1967
4. Li Xuefeng (李雪峰): 1968 – 1971
5. Liu Zihou: 1971 – 1979
6. Li Erzhong (李尔重): 1980 – 1982
7. Liu Bingyan (刘秉彦): 1982 – 1983
8. Zhang Shuguang (张曙光): 1983 – 1986
9. Xie Feng (解峰): 1986 – 1988
10. Yue Qifeng (岳歧峰): 1988 – 1990
11. Cheng Weigao (程维高): 1990 – 1993
12. Ye Liansong (叶连松): 1993 – 1998
13. Niu Maosheng (钮茂生): 1998 – 2002
14. Ji Yunshi (季允石): 2002 – 2006
15. Guo Gengmao (郭庚茂): 2006 – 2008
16. Hu Chunhua (胡春华): 2008  – 2009
17. Chen Quanguo: 2009 – 2011
18. Zhang Qingwei: 2012 – 2017
19. Xu Qin: 2017 –

## Lista över Hebeis partisekreterare
1. Lin Tie (林铁): 1949 – 1966
2. Liu Zihou (刘子厚): 1966 – 1967
3. Li Xuefeng (李雪峰): 1968 – 1971
4. Liu Zihou: 1971 – 1979
5. Jin Ming (金明): 1979 – 1982
6. Gao Yang (高扬): 1982 – 1985
7. Xing Chongzhi (邢崇智): 1985 – 1993
8. Cheng Weigao (程维高): 1993 – 1998
9. Ye Liansong (叶连松): 1998 – 2000
10. Wang Xudong (王旭东): 2000 – 2002
11. Bai Keming (白克明): 2002 – 2007
12. Zhang Yunchuan (张云川): 2007 – 2011
13. Zhang Qingli: 2011 – 2013
14. Zhou Benshun: 2013 – 2015
15. Zhao Kezhi: 2015 –